# یلودیرت (جورجیا)
یلودیرت (به انگلیسی: Yellowdirt) یک منطقهٔ مسکونی در ایالات متحده آمریکا است که در شهرستان هرد، جورجیا واقع شده‌است. یلودیرت ۲۳۵٫۰ متر بالاتر از سطح دریا واقع شده‌است.